# Montes Patriot

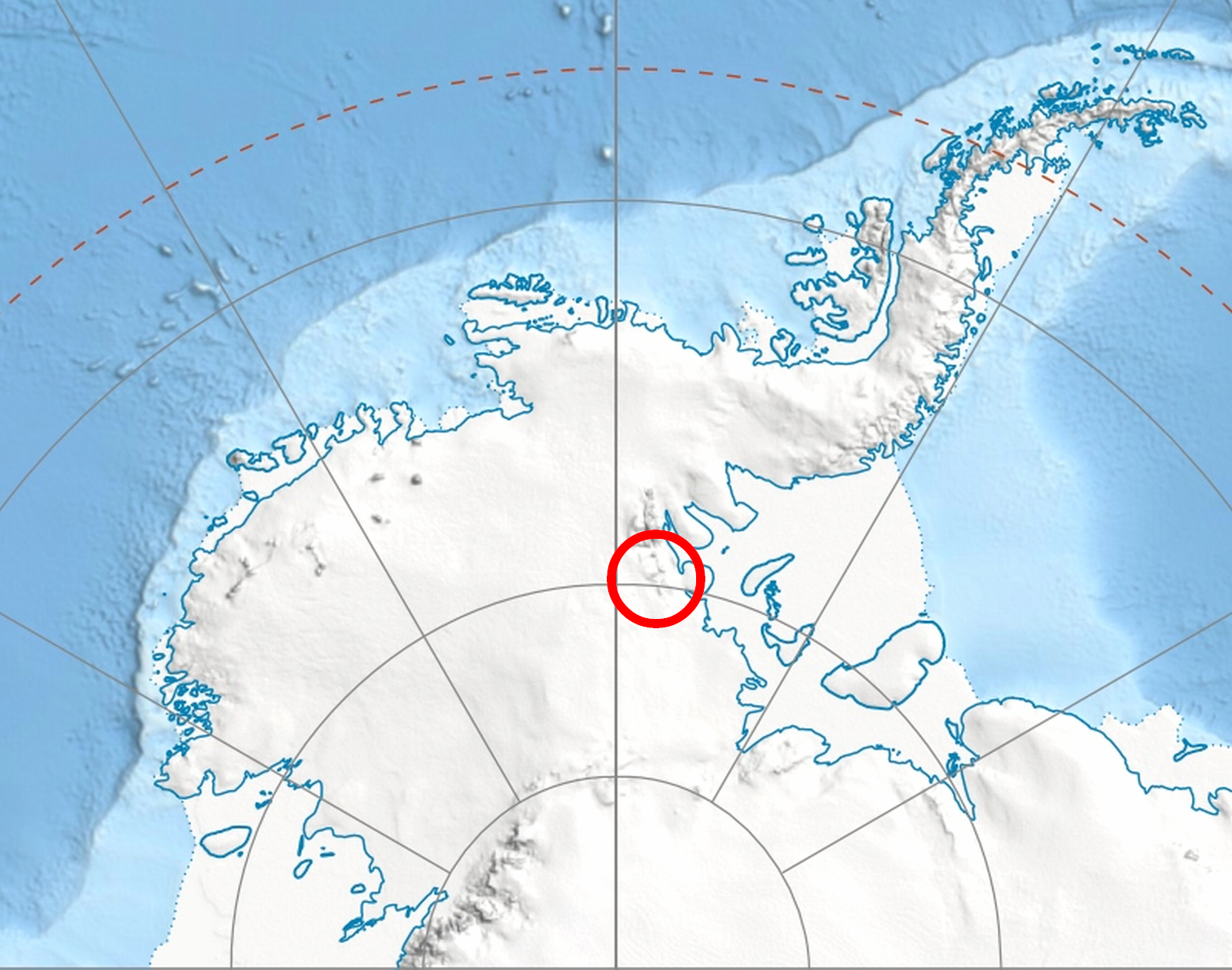
Ubicación de Cerros de Patriota en Antártida Occidental.

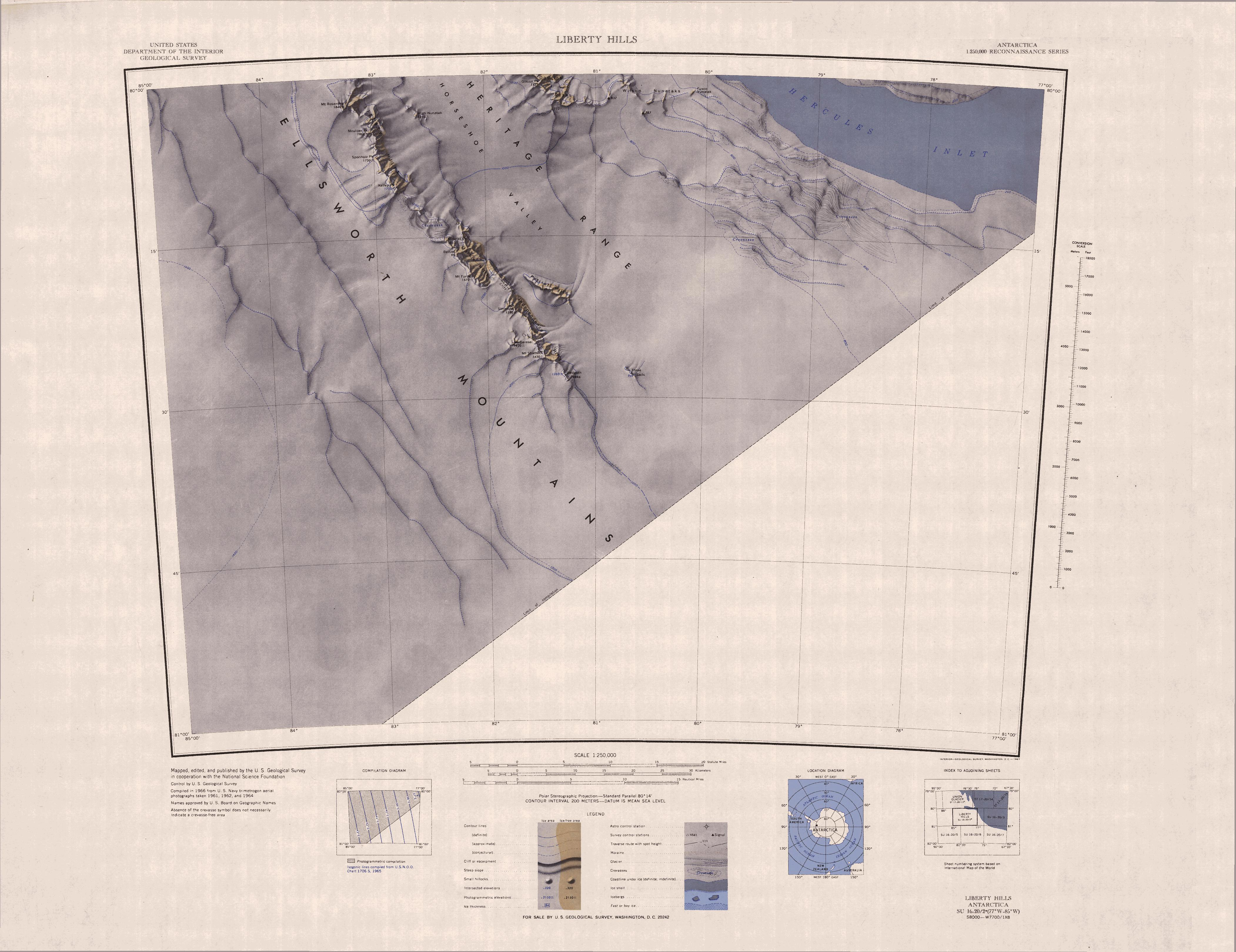
Mapa de la región

Montes Patriot (80°20′S 81°25′O / -80.333, -81.417) es un conjunto de cerros de 9 kilómetros de largo, localizado a 6 kilómetros al este de los Montes Independencia en el Valle Herradura, cadena Heritage, Antártida Occidental.
Al del norte de Montes Patriot hay un aproximadamente 2x8 km de hielo azul, una superficie libre de nieve puede ser utilizada para aterrizar aviones grandes, incluyendo C130 y Ilyushin Il-76.

## Historia
Los montes fueron descubiertos por el Servicio Geológico de los Estados Unidos y la Armada de los Estados Unidos en unas fotos aéreas entre 1961 y 1966. Fue bautizado por el Comité Consultivo sobre Nomenclatura Antártica junto con la cadena Heritage.
En 1987, se construyó el Campamento Base Patriot Hills por la "Adventure Network International" (ahora Antarctic Logistics and Expeditions, LLC; ALE). El campamento, es usado solo en los meses de verano antárticos, fue el único campamento privado en el continente antártico. En 2010,  movieron operaciones al Campamento de Glaciar de la Unión.
Durante el verano antártico de 1998, un equipo de científicos de la Universidad Carnegie Mellon, el Centro de Investigación Ames y la Universidad de Pittsburgh abrieron por unas cuantas semanas un campamento cerca los Montes Patriot. Probaron el robot Nomad, su objetivo fue investigar e identificar meteoritos y rocas autónomas en regiones polares. Desde entonces no había habido ningún impacto de meteorito en la región, los investigadores pusieron una muestra de meteoro para probar.